# Centrální depozitář cenných papírů
Centrální depozitář cenných papírů je specializovaná organizace pro infrastrukturu finančního trhu, která drží cenné papíry jako například akcie, ať už v listinné nebo necertifikované podobě, což umožňuje snadný převod vlastnictví prostřednictvím zaknihování, a není tak nutný fyzický převod certifikátů. To umožňuje makléřům a finančním společnostem držet své cenné papíry na jednom místě, kde mohou být k dispozici pro zúčtování a vypořádání (settlement). To se obvykle provádí elektronicky, takže je to mnohem rychlejší a jednodušší, než tomu bylo tradičně v případě, kdy bylo nutné vyměnit fyzické certifikáty po dokončení obchodu.
V některých případech tyto organizace také provádějí centralizované porovnávání a zpracování transakcí, jako je zúčtování a vypořádání převodů cenných papírů, zástavy cenných papírů a zmrazení cenných papírů. (Vypořádání obchodu znamená dodání cenných papírů kupujícímu proti dodání hotovosti prodávajícímu. Vypořádání může nastat v den obchodu, ale častěji o několik dní později.)
Centrální depozitář může mít národní nebo mezinárodní povahu a může také být určen pro konkrétní typ cenného papíru, jako jsou například státní dluhopisy. Příkladem mezinárodních centrálních depozitářů cenných papírů je Clearstream (dříve Cedel), Euroclear a SIX SIS.

## Evropská unie
Evropská unie vydala v roce 2014 právní předpisy zlepšující bezpečnost a účinnost vypořádání obchodů s cennými papíry v Evropě. Nařízení označuje jako CSDR (Central securities depositories regulation).
V roce 2023 EU toto nařízení zjednodušila a aktualizovala.
Organizace ESMA poskytuje odkazy na tyto registry a údaje o finančním trhu, které orgán ESMA sestavil na základě oznámení a údajů poskytnutých příslušnými vnitrostátními orgány (NCA) a informací shromážděných prostřednictvím dohledu orgánu ESMA.

## Česká republika
Pro správu a vedení centrální evidence cenných papírů na území České republiky existuje Centrální depozitář cenných papírů, a. s. Jediným jejím akcionářem je Burza cenných papírů Praha.